# Joseph Stiglitz
Joseph Eugene Stiglitz, ameriški ekonomist in finančnik, 9. februar 1943, Gary, Indiana, Združene države Amerike. 
Za svoje znanstvene dosežke je leta 2001 skupaj z Georgom Akerlofom in Michaelom Spenceom prejel Nobelovo nagrado za ekonomijo.

## Stiglitzeva mladost
Rodil se je v judovski družini, njegov oče je bil zavarovalniški agent, mati je bila učiteljica. Najprej je študiral matematiko in gospodarske vede, leta 1964 je diplomiral na kolidžu Amherst, nato se je vpisal na Massachusetts Institute of Technology (MIT). Tu se je spoznal z Robertom M. Solowom in Paulom A. Samuelsonom.

## Stiglitzeva dejavnost na univerzah
Med letoma 1970 in 1974 je bil profesor ekonomije na Univerzi Yale, od leta 1974 do 1976 in v letih 1988−2001 je imel predavanja na Stanfordski Univerzi, v letih 1976−1979 je predaval na Univerzi Oxford in v letih 1979−1988 na Princetonski Univerzi. Nekaj časa je bil tudi profesor na Univerzi Columbia, gostoval pa je občasno tudi v Evropi, kjer je predaval na francoski elitni šoli Ecole Polytechnique  Scinces  Paris v Parizu. Ekonomski teoretiki Stiglitza pogosto uvrščajo v tako imenovano šolo Novokenezijancev, ki je nadaljevala teorije začetnika Johna Keynesa.

## Stiglitzeva kritika bančnih in finančnih sistemov v svetu
Stiglitz je v veliko svojih delih in intervjujih kritiziral obstoječi bančni in finančni sistem. Zanju je trdil da sta zastarela, okostenela in ne ustrezata več potrebam sodobnega sveta. Znani so njegovi izreki, kot so;
V Beogradu je 14.januarja 2010 za srbski tednik Ekonomist magazin izjavil:
Bankirji se morajo obrzdati, ne glede na to koliko bo to stalo, ker sami ne gledajo na to, koliko njihove napake lahko stanejo vse okoli njih.
Pri sedanji privatizaciji gre za privatizacijo dobičkarjev in podržavljanje izgubarjev.
Banke so od države dobile denar in sedaj delajo po starem sistemu naprej
Kriza se bo nadaljevala vsaj do leta 2013
Srbija se bo še načakala da uzre boljšo ekonomsko bodočnost

## Izdana književna dela
- Economics of the Public Secto, založba W.W.Norton, New York 1986, ponatisi; 1988, 2000,
- Economics, založba W.W.Norton, New York 1993, ponatisi; 1997, 2002, 2005,
- Whither Socialism?, založba MIT Press, Cambridge 1996,
- Frontiers of Development Economics. The Future in Perspective, založba Oxford University Press 2000,
- New Ideas About Old Age Security. Toward Sustainable Pension Systems in the 21 st Century. /v sodelovanju z Robertom Holzmannom/ založba World Bank, Washington 2001.
- Peasants versus City-Dwellers. Taxation and the Burden of Economic Development (v sodelovanju z Raaj K. Sah), založba Oxford University Press.
- Globalization and Its Discontents, založba W.W.Norton, New York 2002,
- Towards a New Paradigm in MOnetary Economics (v sodelovanju z Bruceom Greenwaldom), založba Cambridge University Press, London 2003.
- Richard Arnott, Bruce Greenwald, Ravi Kanbur, Barry Nalebuff: Economics for an Imperfect World. Esseys in Honor of Joseph E. Stiglitz. MIT Press, 2003,
- Fair Trade for All. How Trade Can Promote Development (v sodelovanju z Andrewom Charltonom), založba Oxford University Press, New York 2005.
- The Poor Get Poorer (članek) New York Times- 2. april 2006.
- Stiglitzova izbrana dela: Selected Works of Joseph E.Stiglitz. Information and Economic Analysis. Oxford University Press, 2009.